# زاویه، نخجوان
زاویه، نخجوان (به ترکی آذربایجانی: Zeyvə) یک منطقهٔ مسکونی در جمهوری آذربایجان است که در شهرستان شرور واقع شده‌است. زاویه ۲٬۵۲۶ نفر جمعیت دارد.